# Odiose starnazzate
Odiose starnazzate (Nasty Quacks) è un film del 1945 diretto da Frank Tashlin. È uno cortometraggio d'animazione della serie Merrie Melodies, uscito negli Stati Uniti il 1º dicembre 1945. Nel cartone animato appare un prototipo di Melissa Duck.

## Trama
Il padre di una ragazza di nome Agnese le regala Daffy Duck come animale domestico. Presto però Daffy cresce e, un giorno, durante la colazione litiga col padre di Agnese, per poi prendersi gioco di lui; l'uomo cerca di ucciderlo in vari modi, ma viene fermato dalla figlia o Daffy si rivela più astuto di lui. Il padre allora regala ad Agnese una paperella bianca, che alla ragazza piace a tal punto da soppiantare Daffy. Quest'ultimo, intenzionato a ucciderla, decide di farla diventare più grande con la vitamina B1, ma finisce per innamorarsene e avere numerosi figli, lasciando l'uomo senza parole.